# ASD Pink Sport Time
Az ASD Pink Sport Time, vagy Pink Bari női labdarúgócsapatát 2001-ben Bariban hozták létre.

## Klubtörténet
2001 augusztusában korábbi sportolók kezdeményezésére hozták létre az ASD Pink Sport Time névre hallgató egyesületet, melynek célja több sportág népszerűsítése a nők körében. A labdarúgás mellett kosárlabda csapattal is támogatják Bari és Puglia régió sportéletét.
Az Olasz labdarúgó-szövetséghez 2004-ben csatlakoztak és a regionális harmadosztályú bajnokságban kezdték el működésüket. Eleinte a területi bajnokságokban vettek részt, 2007-ben azonban folyamatos fejlődésüknek eredményeképpen első alkalommal sikerült feljutniuk az országos bajnokság harmadik vonalába. Egy sikertelen szezon után ugyan visszaestek, de egy évvel később már sikerült megkapaszkodniuk a bajnoki hierarchiában és ismét a Serie C berkeiben teljesítettek a továbbiakban.
A 2009–2010-es idényben második helyen végeztek és eredményességüknek köszönhetően az új bajnoki reformok miatt a Serie A2-be sorolta őket az FIGC.
Csoportjukban egy hetedik, majd egy második helyet követően bajnoki címet ünnepelhettek és első alkalommal jutottak fel az első osztályba, ahol ugyan kieső helyen végeztek, de a Torres kizárása miatt az élvonalban.
2015 augusztusában elkezdte építeni kapcsolatait a város férfi csapatával, azonban komolyabb megállapodást soha nem sikerült megvalósítani. Élvonalbeli szezonjukban pedig a táblázat végén végeztek.
A 2016–17-es szezonban a CF Roma csapatával kisajátították maguknak a másodosztályt és fej fej mellett küzdöttek a bajnokságban 21–0–1-es szériát teljesítve. A rájátszásban végül tizenegyesekkel kerekedtek felül a fővárosiakon és sikerült újra az élvonalba kerülniük.
A 2017–18-as szezonban a jó kezdés után megtorpant a gárda és osztályozó mérkőzésen biztosították Serie A-s tagságukat.  
A közös együttműködés eközben a férfi szakággal teljes mértékben felbomlott, így a soron következő évadjukban szintén kieső helyen zártak, de a Mozzanica megszűnésével és a ChievoVerona visszalépésével ismét lehetőséget kaptak az első osztály folytatásra. A felzárkózás és biztos bennmaradás azonban egy évvel később is penge élen táncolt és 11 pontjukkal a 10. helyet szerezték meg.
2020–21-ben viszont már nem sikerült helyt állniuk és a pontvadászat utolsó helyén végeztek.
Másodosztályú idényükben 35 pontot szereztek, mellyel a 10. helyet abszolválták.
A szezon végén a klub támogatottsága szinte teljesen ellehetetlenedett, ezért a klub vezetősége átruházta az egyesület jogait a Ternana csapatára, míg az utánpótlás-képzés szinten tartására továbbra is minden lehetőséget fenntart.

## Sikerlista
- Serie B bajnok (2): 2013–14, 2016–17

## Korábbi híres játékosok
| - Federica Buonamassa - Ilaria Capitanelli - Elisa Carravetta - Martina Di Bari - Federica Di Criscio - Rebecca Difronzo - Noemi Manno - Debora Novellino - Annamaria Serturini - Francesca Soro - Danielle Lea | - Simona Petkova - Sille Fuhlendorff - Paula Myllyoja - Anasztaszia Katszu - Íríni Nefrú - Anasztaszia Szpíridonidu - Paige Culver - Renāte Fedotova - Dovilė Gailevičiūtė - Shona Zammit | - Cristina Cerescu - Jennifer Cramer - Rafiat Sule - Marthe Enlid - Lana Clelland - Paloma Lázaro - Emelie Helmvall - Kaja Jerina - Sara Ketiš - Sonia O'Neill |